# Истинг

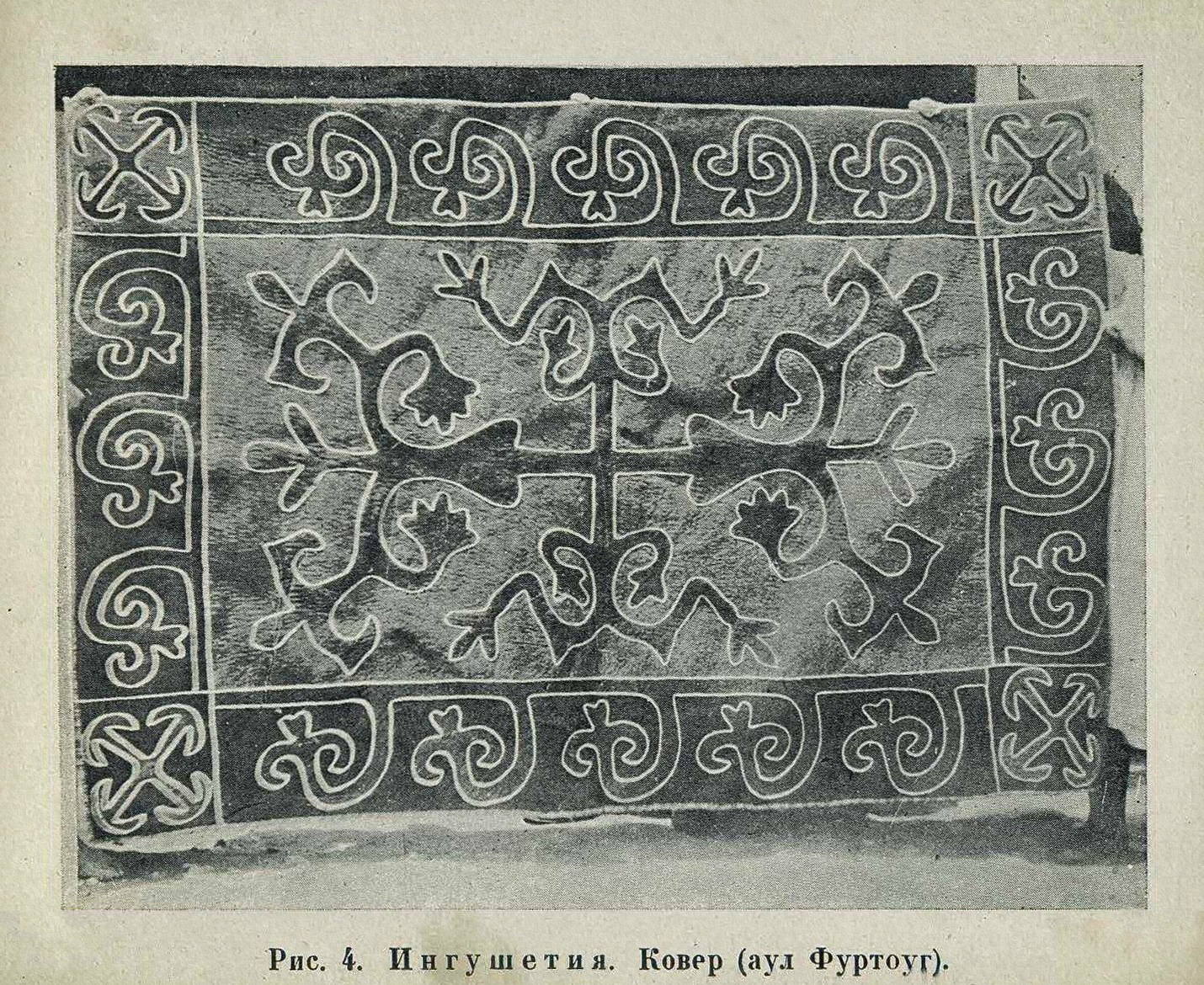
Истинг из селения Фуртоуг.

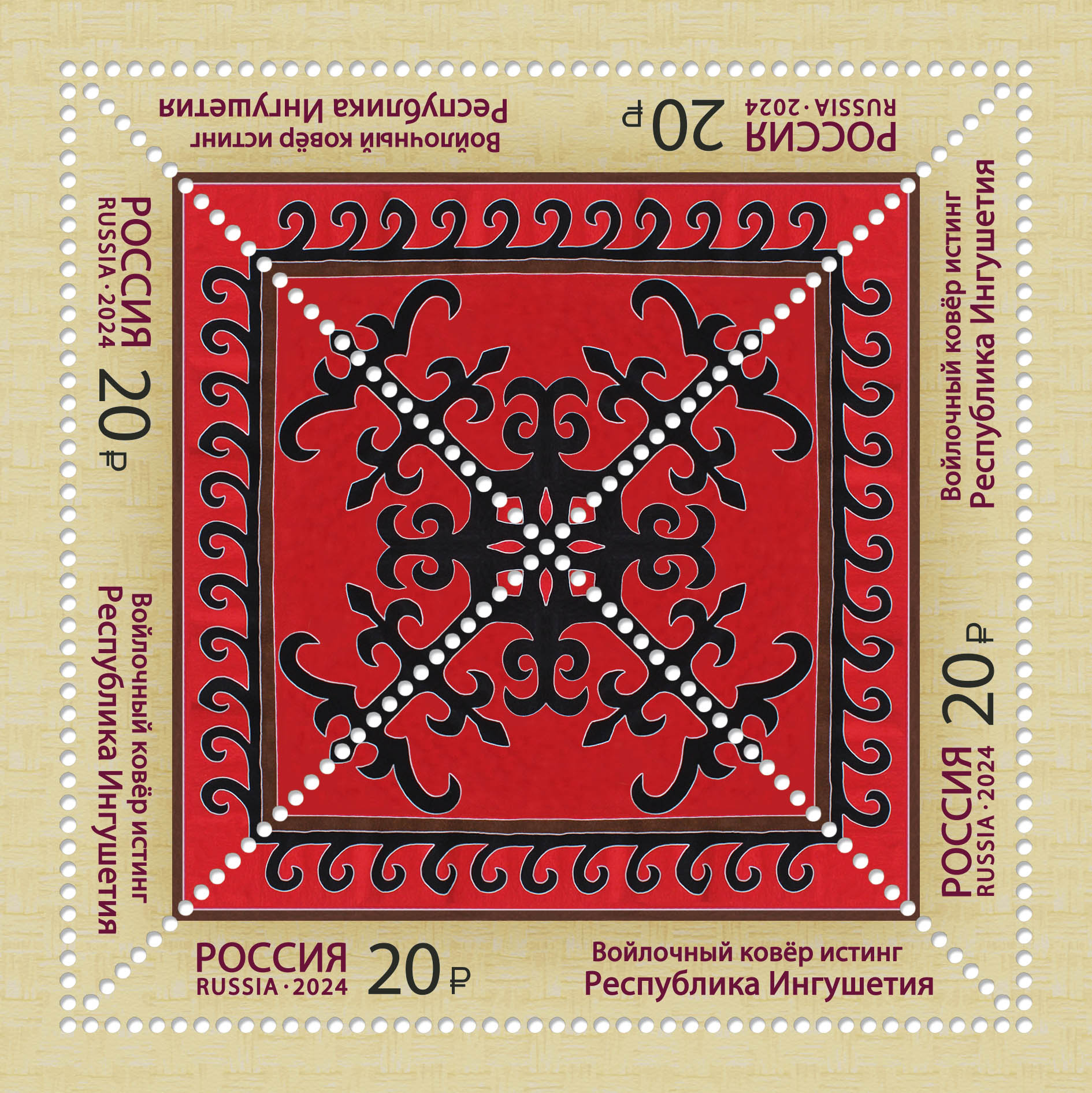
Квартблок марок России 2024 года, на котором изображен ингушский войлочный ковёр истинг.

Истинг — древнее ингушское искусство изготовления войлочных изделий, а также непосредственно сам ингушский традиционный цельный войлочный ковёр с нашивным национальным орнаментом. В искусстве войлочного ковроделия ингушей выделяются также ферта ― просто крашенный войлок без узоров и хетта ферта — войлочный ковёр из комбинированных кусков в виде орнамента, сшитых в одно единое полотно, декорированное белой тесьмой по краям орнаментальных мотивов. Подобное производство войлочных ковров было известно и в других регионах Северного Кавказа. Валянием истингов занимались исключительно женщины. Этим и объясняется их название, происходящее от ингуш. «истий», что значит «женщины». Ценным источником орнаментального знания является рукопись начала XX века «Ghalghaj gharchož».

## История
Искусство валяния истингов имеет древние корни, так как в нём ярко отразилось традиционное орнаментальное искусство ингушей, особенностями которого являются архаичность и символизм. Как отмечают исследователи ингушскому орнаменту характерны компактность композиций, лаконичность, пластичность упругих линий, строгое следование симметрии, разномеренность, широта ритма
В первой половине XX века исследователи, работавшие в составе археолого-этнографических экспедиций в горной Ингушетии, зафиксировали несколько старинных ковров ручной работы, выполненных разными техниками. Одним из первых такую работу провел Х. Ахриев, которому удалось зарисовать ковры в сёлах Кистинского ущелья и плоскостной Ингушетии в 1920-х гг. Позже работу по зарисовкам ковров и их орнаментов продолжили этнографы и художники И. Щеблыкин, Г.-М. Даурбеков, М. Базоркин и другие. В дальнейшем искусство создания войлочных ковров в Ингушетии исследовали многие советские учёные, среди которых Е. Крупнов, Л. Семёнов, Х. Акиев и другие.
Орнаменты с ковров, зарисованные историком М. Базоркиным, хранились в Чечено-Ингушском государственном музее краеведения. В середине 1990-х годов их часть была утеряна при переезде архива. В 1978 году был выпущен каталог «Декоративно-прикладное искусство Чечено-Ингушетии», в который вошли рисунки орнаментов ковров Х. Ахриева, Г.-М. Даурбекова и других художников. В 2015 году автором Эролом Елдыром и составителем Салманом Бештой (Ахриевым) в Турции была издана книга «Истинг», в которую вошли рисунки и фотографии ковров-истингов, вывезенных мухаджирами ингушами и чеченцами в Турцию в XIX веке. В книге представлены более 90 видов ковров.
В некоторых ингушских сёлах ковры-истинги изготавливались не только для своих нужд, но и для продажи. Признанными центрами по изготовлению войлочных ковров в Ингушетии во второй половине XIX века — начале XX века были плоскостные селения Барсуки, Альтиево, Гамурзиево, Плиево и горное селение Гоуст.
В настоящее время старые истинги хранятся в ряде музеев, например, в Ингушском государственном музее краеведения, Мемориальном комплексе жертвам репрессий в Ингушетии, музее изобразительных искусств Республики Ингушетия.

## Технология

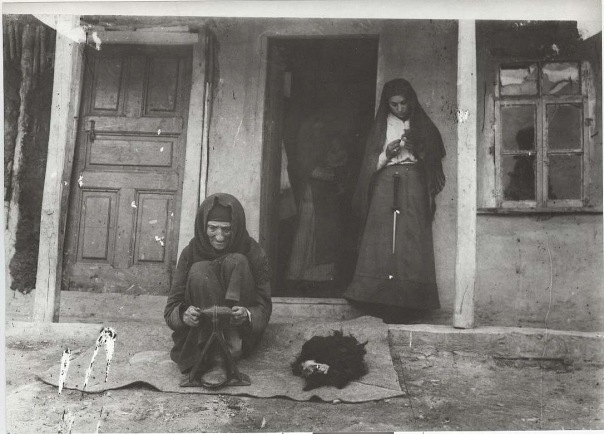
Женщины, расчёсывающие шерсть на гребне. Горная Ингушетия 1920-е годы.

У ингушей было развито овцеводство, поэтому шерсти было много. Её заготавливали для валяния, при этом считалось, что чем длиннее ворсинки, тем лучше она схватывается, а значит будущее изделие получиться крепче. Прежде чем приступить к работе, шерсть сушили на солнце в течение нескольких дней, чтобы испарить лишние остатки жира. Затем, очищая от пыли и грязи, шерсть взбивали прутьями и разрыхляли.
Технология изготовления истинга в Ингушетии схожа с приёмами изготовления войлочных ковров, применяемыми в других частях Кавказа. Производство состоит из нескольких этапов: заготовка шерсти, раскладка, распаривание, утрамбовка, получение готового войлока, нанесение орнамента.